# Kissidougou
Kissidougou je město v jižní Guineji. Je správním městem stejnojmenné prefektury, přičemž zde v roce 2014 žilo přibližně 103 tisíc obyvatel. Nachází se zde Letiště Kissidougou a protéká zde řeka Niandan. Město je typické jako centrum zemědělství v regionu, přičemž v okolí je zejména produkována káva na četných plantážích v okolních lesích. 
Ve městě se nachází muzeum zvané Musée Préfectoral de Kissidougou, sídlí zde také fotbalový klub. V letech 2000 a 2001 město sloužilo jako útočiště pro desítky tisíc migrantů ze Sierry Leone. Dominantním etnikem ve městě jsou Mandinkové, žije zde ale řada dalších etnik, například Fulbové. Jedním z nejvýznamnějších rodáků z města je hudebník Mory Kanté. 